# Edward Caird
Edward Caird (Greenock, 1835 – Oxford, 1908) è stato un filosofo scozzese.
Master del Balliol College dal 1893 al 1906, diffuse in Gran Bretagna il pensiero di Kant e Hegel, ponendo le basi per lo sviluppo dell'idealismo britannico.
Particolarmente emblematica è la sua opera Hegel (1883).

## Biografia
Edward Caird nacque in Scozia nel Renfrewshire. Era fratello minore del teologo John Caird.
Dopo aver studiato a Glasgow e Oxford, divenne membro del Merton College nel 1864.
Ricoprì la cattedra di filosofia morale a Glasgow dal 1866, fino a quando fu nominato capo del Balliol College, posizione che mantenne fino al suo pensionamento nel 1907.
Applicò il sistema dialettico hegeliano ai principi religiosi, operando una sintesi col pensiero di Kant e di Comte.
Nel 1900 fu eletto membro onorario della Royal Society di Edimburgo.  Nel 1902 divenne membro della British Academy.

## Opere
- 1877 : A Critical Account of the Philosophy of Kant, with an Historical Introduction
- 1883 : Hegel
- 1885 : The Social Philosophy and Religion of Comte
- 1889 : The Critical Philosophy of Immanuel Kant
- 1892 : Essays on Literature and Philosophy
- 1893 : The Evolution of Religion
- 1904 : The Evolution of Theology in the Greek Philosophers